# Дуга касарна
Дуга касарна (на старим картама означена као Lange Festungs Caserne) подигнута је на југозапедној страни Горње тврђаве Петроварадинске тврђаве. Изграђена је почетком друге половине 18. века за потребе смештаја војске и војне администрације. До 1918. године носила је име Еугена Савојског, по чијем налогу је и грађена.

## Историјат и архитектура
Касарна је грађевина издужене, правоугаоне основе од скоро 220m, која делимично прати линију западног бастионог фронта према Дунаву. На два места се ломи и својим југоисточним забатом наслања на зидине кавалира која повезује Леополдов и Иноћентијев бастион. Зграда је зидана опеком старог формата у кречном малтеру, у стилу суздржаног војног барока. Фасада према Дунаву је двоспратна, према унутрашњости спратна због природне денивелације петроварадинске стене. У сутерену су биле смештене радионице и магацини. 
Данас, највећи део, десно и централни део, заузима хотел, док су у левом крилу смештени Историјски архив града Новог Сада, Хидрометеоролошки завод, док су у сутерену смештени уметнички атељеи.